# Franciszek Kołaszewski
Antoni Franciszek Kołaszewski, Franciszek Rademacher, Franciszek Coyle (ur. 5 września 1851, zm. 2 grudnia 1910) – ksiądz rzymskokatolicki, działacz ruchu polskokatolickiego w Stanach Zjednoczonych Ameryki, organizator parafii narodowej w Cleveland.

## Życiorys

### Młodość
Franciszek Kołaszewski z pochodzenia był Niemcem. Pierwotnie nosił nazwisko Rademacher. Po przybyciu do Królestwa Polskiego i osiedleniu się w Łodzi jego rodzice spolonizowali się i przyjęli nazwisko Kołaszewski. 
Wychowywał się w robotniczej rodzinie. Z zawodu był kowalem. Z czasem wyemigrował do Stanów Zjednoczonych Ameryki i osiadł w Cleveland. Poczuł powołanie duchowne i został księdzem. 1 lipca 1883 otrzymał święcenia kapłańskie z rąk biskupa Cleveland, Richarda Gilmoura.

### Ksiądz rzymskokatolicki
Od 1883 Franciszek Kołaszewski był proboszczem parafii rzymskokatolickiej św. Stanisława w Cleveland. W 1892 został z niej karnie usunięty. Wyjechał do Rochester w stanie Nowy Jork, a następnie objął parafię polską w Syracuse w stanie Nowy Jork. 
W tym czasie w parafii św. Stanisława doszło do wystąpienia części wiernych przeciwko ich zdaniem krzywdzącemu zarządzeniu. Gdy odwołanie do biskupa Cleveland nie przyniosło skutków sympatycy księdza Franciszka Kołaszewskiego postanowili odejść z Kościoła rzymskokatolickiego i założyć niezależną parafię narodową. Na wieść o tym wydarzeniu Franciszek Kołaszewski opuścił parafię w Syracuse i powrócił do Cleveland. W 1894 stanął na czele swoich sympatyków i rozpoczął budowę kościoła Niepokalanego Serca Maryi bez zgody ordynariusza diecezji. Spotkało się to z natychmiastową reakcją kurii, która najpierw suspendowała księdza Kołaszewskiego, a następnie 20 czerwca 1894 ekskomunikowała.

### Ksiądz polskokatolicki
Po schizmie ksiądz Franciszek Kołaszewski nawiązał współpracę z innymi księżmi polskokatolickimi w Stanach Zjednoczonych Ameryki oraz z arcybiskupem, Mar Tymoteuszem I, którego zaprosił 19 sierpnia 1894 na głównego konsekratora kościoła parafii narodowej w Cleveland. 
Z czasem stał się bliskim współpracownikiem arcybiskupa Josepha René Vilatte'a i został przez niego mianowany wikariuszem generalnym. 
20 marca 1898 asystował arcybiskupowi Vilatte'owi podczas konsekracji biskupiej Stefana Kamińskiego w Buffalo.
Później nawiązał współpracę z biskupem starokatolickim Antonim Kozłowskim i w 1905 poddał swoją parafię polskokatolicką pod jurysdykcję jego biskupa pomocniczego, Jana Tichego.

### Rekoncyliacja
Po śmierci biskupa Antoniego Kozłowskiego, ksiądz Franciszek Kołaszewski zdecydował się na powrót na łono Kościoła rzymskokatolickiego. W listopadzie 1908 złożył rekoncyliację.